# Rue Charles-Baudelaire
La rue Charles-Baudelaire est une voie située dans le 12e arrondissement de Paris, en France.

## Situation et accès
Elle jouxte le square Trousseau.

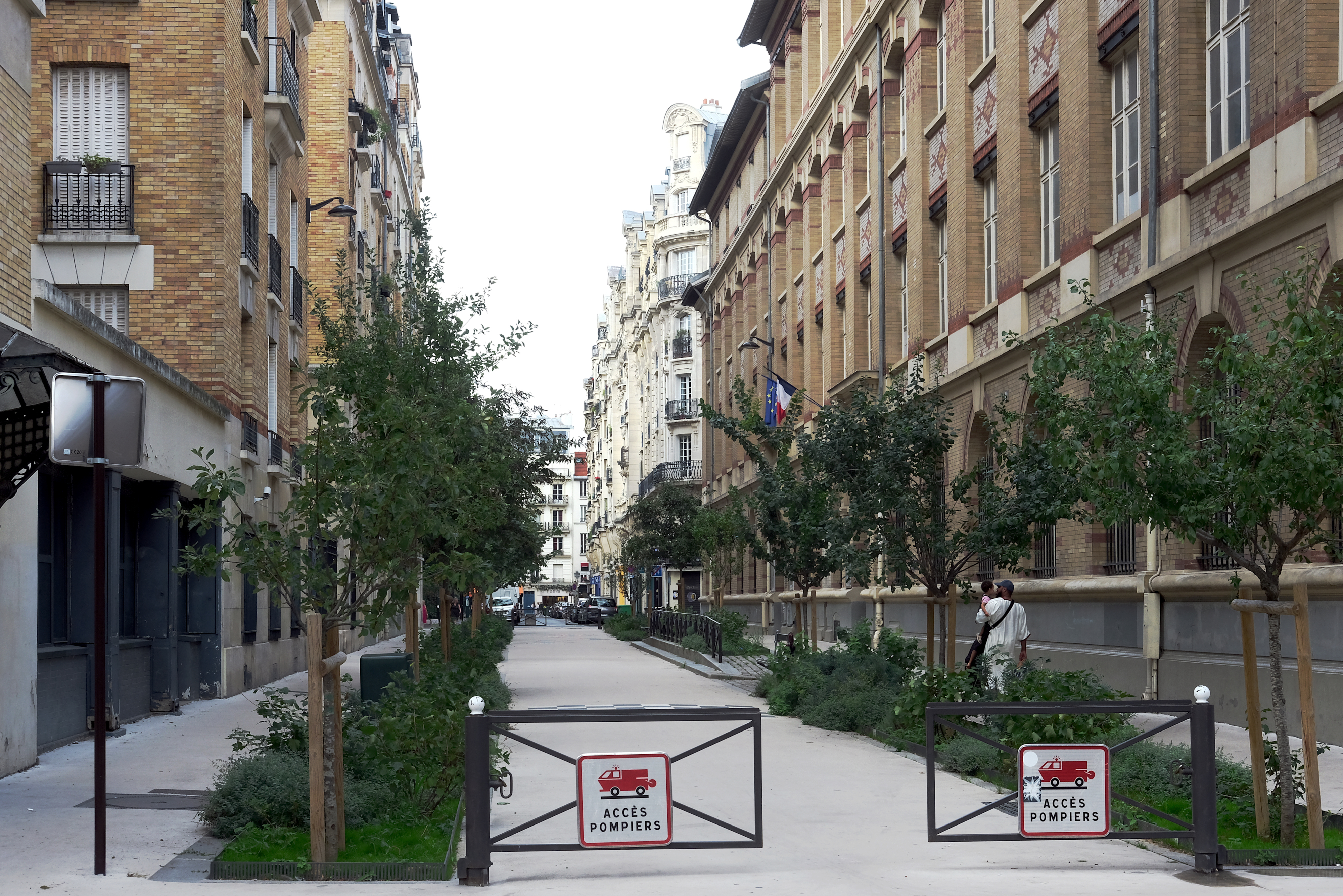
Passage piétonnier devant l'école primaire.
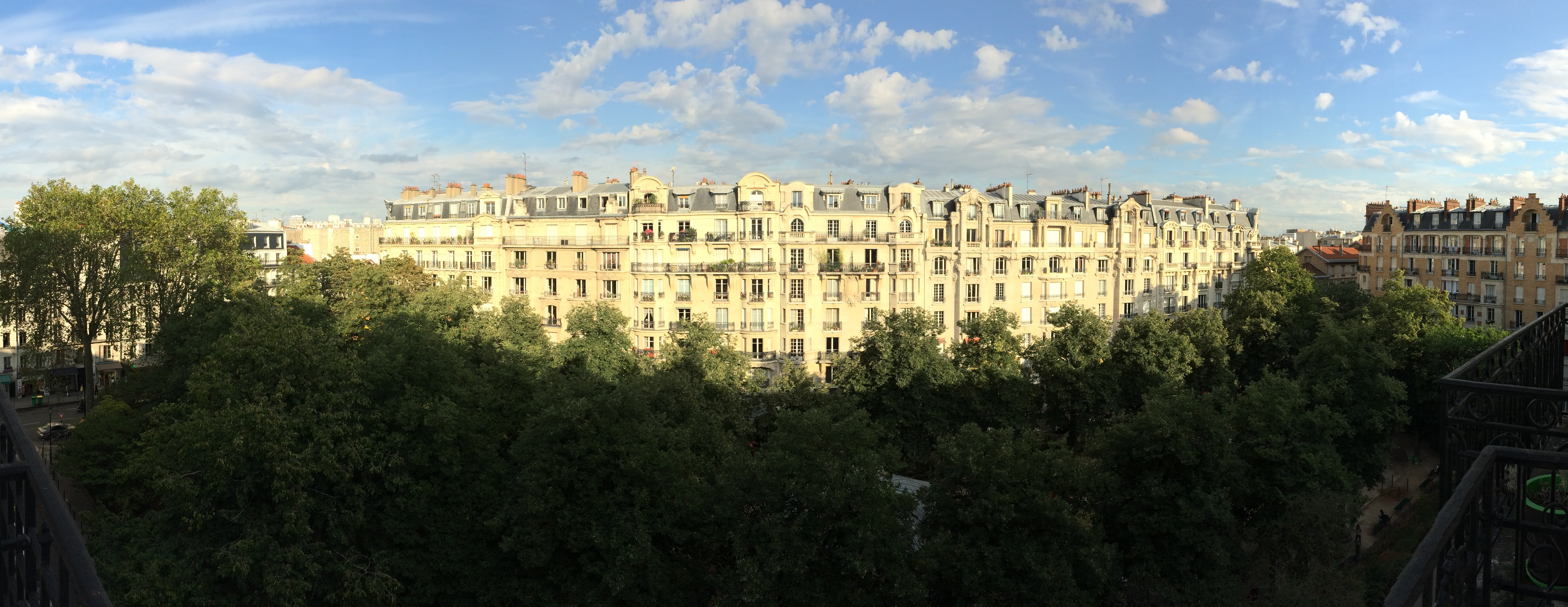
Square Trousseau et immeubles, rue Charles-Baudelaire.

## Origine du nom

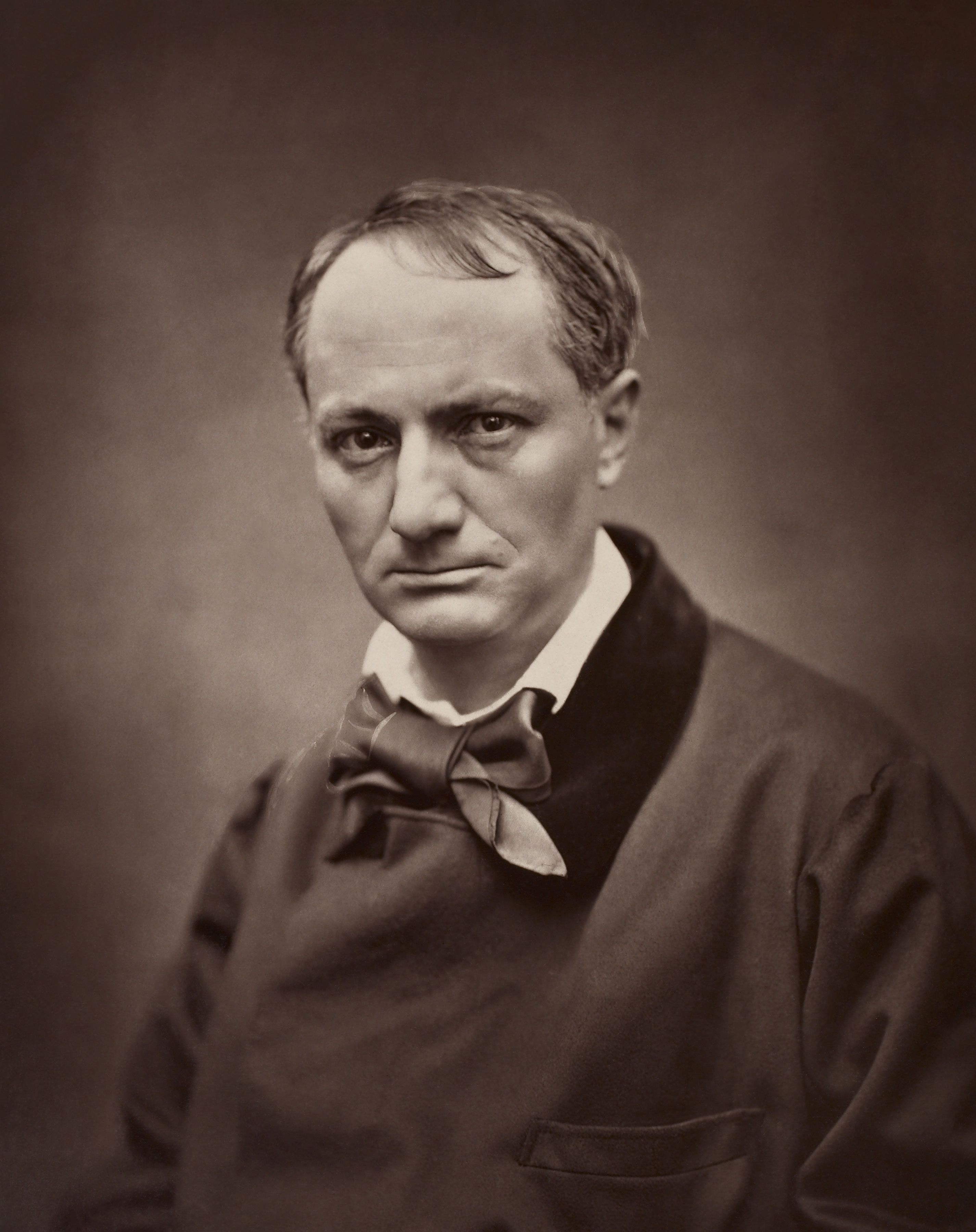
Charles Baudelaire.

Elle porte le nom de l’écrivain français Charles Baudelaire.

## Historique
La voie est ouverte en janvier 1904 à l’emplacement de l’ancien hôpital Trousseau et prend sa dénomination actuelle par arrêté municipal du 5 avril de la même année.

## Bâtiments remarquables et lieux de mémoire
- No 2 : immeuble des architectes Chaplet-Perrin possédant des sculptures de Georges Ardouin[réf. nécessaire].
- Nos 24-26 bis : immeuble des architectes Charlet et Perrin, édifié en 1910. Il reçoit, en 1911, le prix du concours de façades de la Ville de Paris[2]. La décoration sculptée est de Georges Ardouin[3].

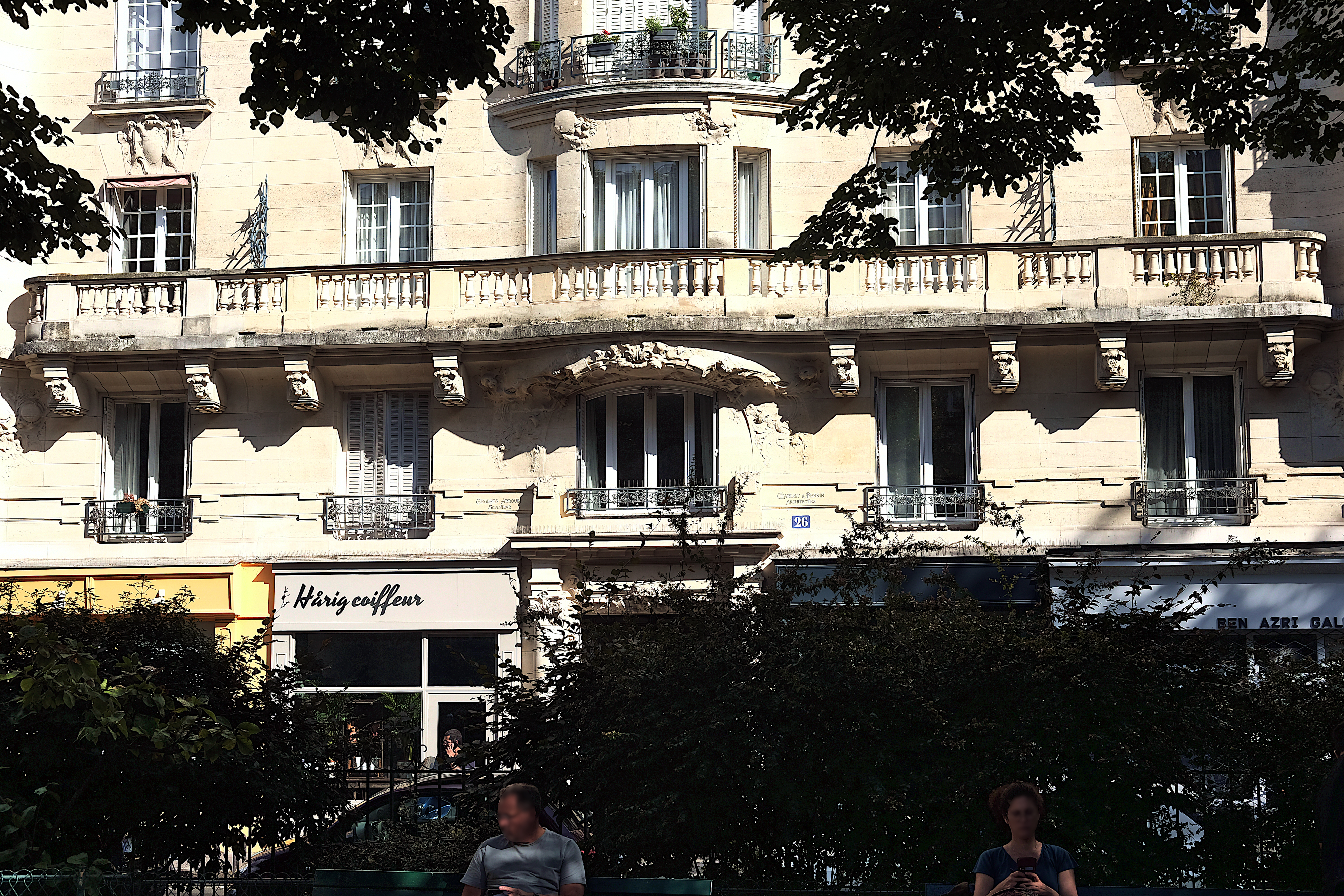
N°26 vu du square Trousseau.
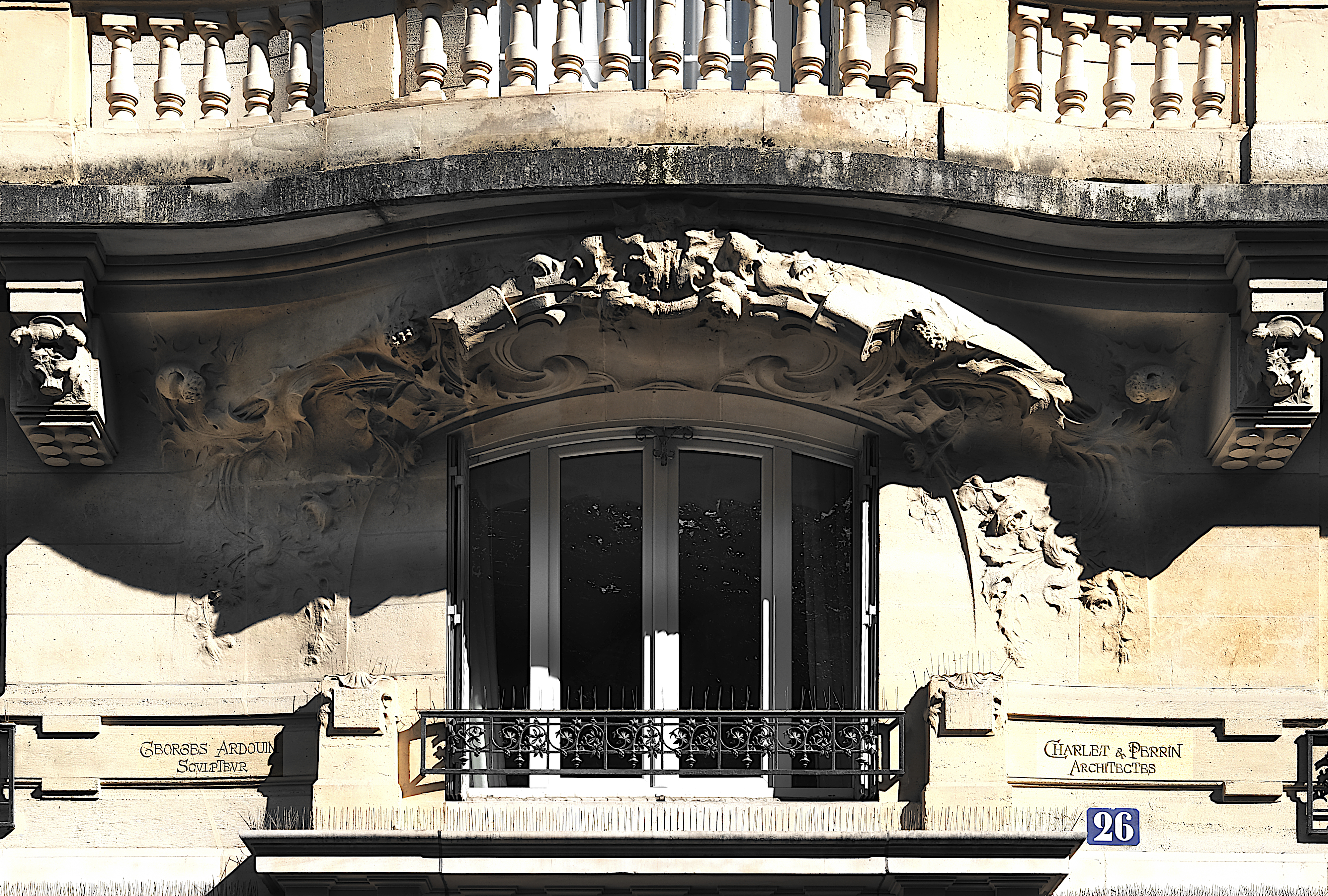
Signatures des architectes et du sculpteur.